# (29620) Gurbanikaur
(29620) Gurbanikaur est un astéroïde de la ceinture principale d'astéroïdes.

## Description
(29620) Gurbanikaur est un astéroïde de la ceinture principale d'astéroïdes. Il fut découvert le 26 septembre 1998 à Socorro (Nouveau-Mexique) par le projet LINEAR. Il présente une orbite caractérisée par un demi-grand axe de 2,28 UA, une excentricité de 0,12 et une inclinaison de 3,8° par rapport à l'écliptique.

## Compléments